# 2-я пехотная дивизия (РОА)
650-я пехотная дивизия (нем. 650. Infanterie-Division Wehrmacht) или 2-я пехотная дивизия РОА — тактическое соединение сухопутных войск вооружённых сил КОНР воевавшее на стороне нацистской Германии в период Второй мировой войны.

## История создания
17 января 1945 г. орготдел Генштаба ОКХ отдал приказ о формировании 2-й русской дивизии (650-й пехотной) в учебном полигоне в Хойберге (Вюртемберг). В распоряжение штаба дивизии были переданы 427, 600 и 642-й вост. бат-ны с Западного фронта, 667-й восточный бат-н и 111-й бат-н 714-го русского гренадерского полка из Дании, 851-й сапёрно-строительный бат-н и др. Для укомплектования л/с и матчастью артиллерийского полка дивизии послужил 621-й восточный артдивизион. Л/с пополнялся за счёт военнопленных, а офицерский корпус — из выпускников офицерской школы РОА. 13 000 чел.
19 апреля, не завершив формирование, 2-я дивизия покинула полигон Хойберг в Вюттемберге, чтобы двигаться в район сбора всех сил РОА, в Богемию. Стрелковые полки не получили ни орудий, ни миномётов и даже пулемётами были укомплектованы не полностью.
2-я дивизия РОА под командованием Зверева вместе с авиакорпусом Мальцева и другими резервными формированиями (всего около 22 тысяч человек) вышли к Фюрстенфельдбруку, к западу от Мюнхена. Отсюда их поездом отправили в Лиенц, и они двинулись на север, чтобы сойтись у Праги. К 4 мая войска Зверева оказались на пути к Праге, между Бадвайсом и Страконицами. Ближайшими вражескими войсками была не Красная армия, находившаяся ещё довольно далеко на востоке, в Словакии, а американская 3-я армия генерала Паттона, уже стоявшая на границах Чехии.
В конце апреля Зверев со своей дивизией вышел из Линца на север, к Праге. С ним находился Фёдор Трухин, начальник власовского штаба. Никто из них не знал о намерениях Буняченко помочь чехам, и 5 мая они начали с американцами переговоры о сдаче в плен. Американцы дали им тридцать шесть часов на то, чтобы прийти в назначенное место и сложить оружие.
Генерал Зверев с передовыми отрядами был в Каплице, далеко от дивизии. Среди власовцев воцарилось отчаяние. Старший из оставшихся офицеров дивизии, генерал Меандров, решил, что не может нарушить срока, поставленного американцами, и повёл все отряды через фронт — сдаваться в плен. Зверев был не в состоянии принимать решения: его фронтовая жена покончила с собой, и он отказывался отойти от её тела. В конце концов он и его люди были взяты в плен советскими войсками, и Зверева увезли в Москву. Спастись удалось только одному полку дивизии, успевшему продвинуться на запад и присоединиться к Меандрову.

## Структура дивизии

### 17 января 1945 года
- Управление дивизии:
  - Штаб дивизии (2 ручных пулемёта)
  - 1650-й моторизованный картографический отряд
  - 1650-й моторизованный отряд военной полиции (3 ручных пулемёта)
- 1651-й пехотный полк:
  - Управление полка
    - Штаб
    - Штабная рота (3 ручных пулемёта)
      - 1 взвод связи
      - 1 саперный взвод (6 ручных пулемётов)
      - 1 разведывательный взвод (3 ручных пулемёта)
      - 1 взвод связи

  - 2 пехотных батальона, каждый из которых имеет:
    - 3 пехотные роты (9 ручных пулемётов на каждую)
    - 1 тяжёлая рота (8 станковых пулемётов, 4 75-мм пехотных орудия LeIG, 1 ручной пулемёт и 6 80-мм миномётов)

  - 13-я рота поддержки пехоты (2 150-мм sIG 33, 1 ручной пулемёт, 8 120-мм миномётов и 4 ручных пулемёта)
  - 14-я противотанковая батарея (54 панцершрека, 18 резервных панцершреков и 4 ручных пулемёта)
- 1652-й пехотный полк: такой же, как 1651-й
- 1653-й пехотный полк: такой же, как 1651-й
- 1650-й (конный) разведывательный батальон:
  - 4 эскадрона (каждый с 9 ручными пулемётами, 2 80-мм миномёта)
- 1650-й противотанковый дивизион:
  - 1 штаб
  - 1 моторизованная штабная рота (1 ручной пулемёт)
  - 1-я рота (12 75-мм PAK и 12 ручных пулемётов)
  - 2-я (танковая) рота (14 штурмовых орудий и 16 ручных пулемётов, рота оснащалась захваченными советскими САУ)
  - 3-я моторизованная зенитная рота (9 37-мм пушек Flak и 5 ручных пулемётов)
- 1650-й артиллерийский полк:
  - 1 штаб
  - 1 штабная батарея (1 ручной пулемёт)
  - 1-й, 2-й и 3-й дивизионы, каждый из которых имеет:
    - 1 штаб
    - 1 штабная батарея (1 ручной пулемёт)
    - 2 батареи 105-мм орудий (4 105-мм орудия и 4 ручных пулемёта на каждую)
    - 1 батарея 75-мм орудий (6 75-мм орудий и 3 ручных пулемёта)

  - 4-й артиллерийский дивизион:
    - 1 штаб
    - 1 штабная батарея (1 ручной пулемёт)
    - 2 батареи 150-мм sFH (6 150-мм гаубиц и 4 ручных пулемёта на каждую)
- 1650-й (велосипедный) пионерский батальон:
  - 2 (велосипедные) пионерские роты (каждая с 2 станковыми пулемётами, 9 ручными пулемётами, 6 огнемётами и 2 80-мм миномётами)
  - 1 пионерская рота (2 станковых пулемёта, 9 ручных пулемётов, 6 огнемётов и 2 80-мм миномёта)
- 1650-й батальон связи:
  - 1 (смешанной мобильности) телефонная рота (4 ручных пулемёта)
  - 1 (смешанной мобильности) радио рота (2 ручных пулемёта)
  - 1 (смешанной мобильности) отряд снабжения связи (2 ручных пулемёта)
- 1650-й полевой запасной батальон:
  - 1 отряд снабжения
  - 5 запасных рот (в общей сложности: 50 ручных пулемётов, 12 станковых пулемётов, 6 80-мм миномётов, 1 120-мм миномёт, 1 75-мм leIG 1 75-мм PAK, 1 20-мм/37-мм Flak, 2 огнемёта, 1 105-мм орудие LeFH 18, 6 Panzerschreck, & 56 SturmGewehr 41)
- 1650-й полк поддержки дивизии:
  - Войска снабжения:
    - 1650-я моторизованная 120-тонная транспортная рота (4 ручных пулемёта)
    - 1/,2/1650-я транспортные роты на конной тяге (30 тонн) (2 ручных пулемёта на каждую)
    - 1650-й конный взвод снабжения

  - Прочее:
    - 1650-е подразделение подвоза боеприпасов
    - 1650-е моторизованное подразделение технического обслуживания автомобилей
    - 1650-я рота снабжения (3 ручных пулемёта)
    - 1650-й моторизованный полевой госпиталь
    - 1650-я моторизованная рота медицинского снабжения
    - 1650-я ветеринарная рота (2 ручных пулемёта)
    - 1650-я моторизованная полевая почта[1]

## Другие части РОА
- 1-я дивизия РОА / ВС КОНР (600-пехотная дивизия вермахта)
- 3-я пехотная дивизия (РОА)
- ВВС КОНР (ВВС РОА)